# Есин, Пётр Васильевич
Пётр Васильевич Есин (10 июля 1925, Староуколово, Воронежская губерния — 24 апреля 1998, Новоуколово, Белгородская область) — тракторист-машинист совхоза «Быковский» Алексеевского района Белгородской области. Герой Социалистического Труда (10.02.1975).

## Биография
Пётр Есин родился в 1925 году в селе Староуколово (ныне — в Красненском районе Белгородской области).
Участник Великой Отечественной войны. С марта 1943 года в Красной Армии. В 1944 году связист 1028-го артполка 52-й стрелковой дивизии 57-й Армии 2-го Украинского фронта. 6 марта 1944 года получил тяжёлое ранение, прошёл лечение в госпитале, был демобилизован как инвалид 2-й группы.
Вернувшись с фронта, с августа 1944 года начал трудиться в колхозе имени XVII партсъезда Уколковского района. После перешёл работать трактористом-машинистом в совхоз «Быковский» Алексеевского района. Достиг высоких производственных показателей.
Указом от 10 февраля 1975 года за высокие показатели в труде был удостоен звания Герой Социалистического Труда.
С 1985 года на пенсии. Жил в селе Новоуколово Красненского района Белгородской области. Умер 24 апреля 1998 года.

## Награды
Имеет следующие награды, за трудовые и боевые успехи:
- Герой Социалистического Труда (10.02.1975);
- Орден Ленина (10.02.1975);
- Орден Красной Звезды (06.08.1946);
- Орден Отечественной войны I степени — (11.03.1985).